# ترولهایمن

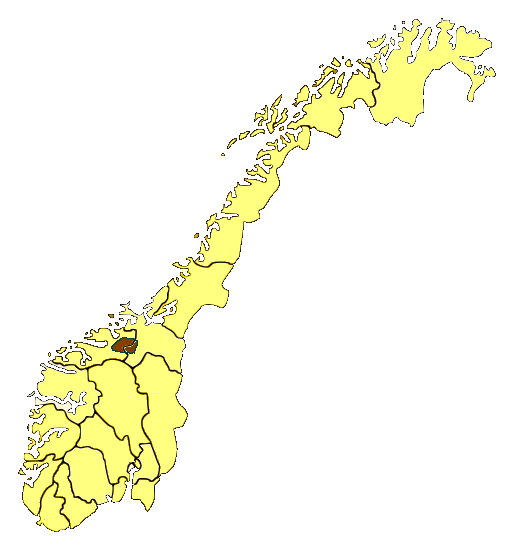
موقعیت ترولهایمن در محدوده نروژ

ترولهایمن،( به انگلیسی: Trollheimen) یک منطقه کوهستانی است که در استان موره او رومسدال  و استان	تروندلاگ، در کشور نروژ،  واقع شده است.
ترولهایمن، بین  شهرستان های سورنادال - رایندال در شمال ، دره/دریاچهٔ اورکلاس / گراناس، در شرق ، شهرستان های اوپدال - ساندال، (رودخانه دیریوا) در جنوب؛ و آبدره هایی در غرب واقع شده است.

## ساختار زمین
این کوهها نتیجه چین خوردگی هایی است؛ که ۳۰۰ تا ۴۰۰ میلیون سال پیش، طی روند کوه زایی کالدونین، تشکیل شده اند.
رایج ترین سنگها در این منطقهٔ کوهستانی،  گنیس، شیل و ماسه سنگ های دگرگون شده هستند.

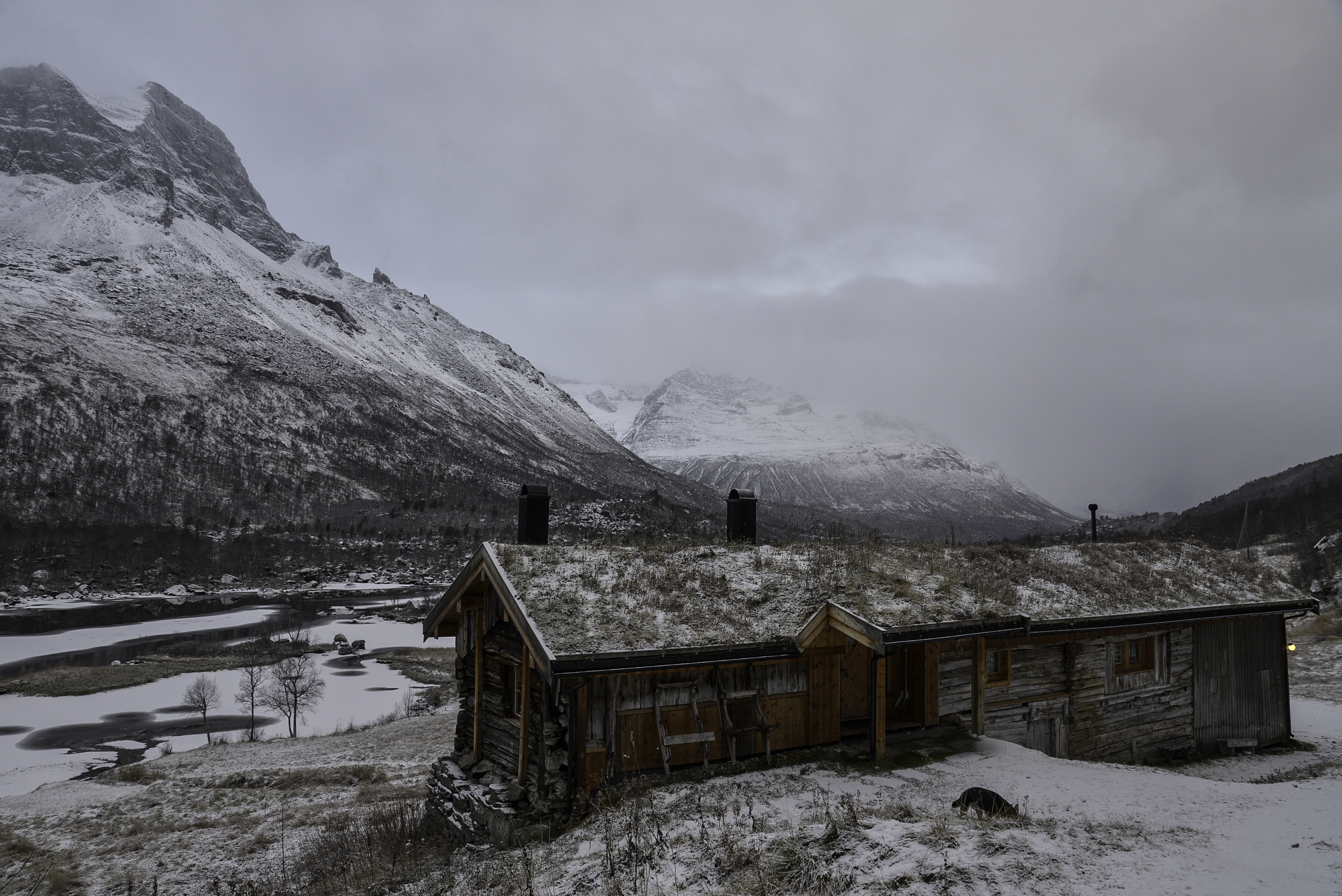
کلبه ای در، اینردالن‌ Innerdalen

سنگ بستر منطقه، متعلق به میدان تروندهایم است. در بسیاری از نقاط ، سنگ بستر دارای مقدار زیادی از کانی پریدوتیت است. بلندترین قله، به نام (ترولا:Trolla) در بخش جنوبی واقع شده؛ و ۱۸۵۰ متر از سطح دریا بالاتر قرار گرفته است.  ارتفاع قسمتهای مرکزی کوهستان ترونهایمن، بین ۱۶۰۰ تا ۱۷۰۰ متر بالاتر از سطح دریا است. در این منطقه، دره های عمیق و تنگی در دل کوهستان نفوذ کرده اند. دره اینردالن (Innerdalen ) در جنوب غربی، به خصوص معروف است.

## پیشینه
آثار باستانی از شهرک های ۹۰۰۰ ساله، از فرهنگ  دوران میان‌سنگی در نزدیکی دریاچه ای در شهرستان اوپدال، کشف شده اند. پرورش گوزن های شمالی، در این منطقه، سابقه ای بسیار طولانی داشته است. این منطقه، از جمله مناطق معروف گردش گری در نروژ است. امروزه، بخش بزرگی از این منطقه، به عنوان جلوه های طبیعی، تحت محافظت قرار دارند.